# Oskar Anderson

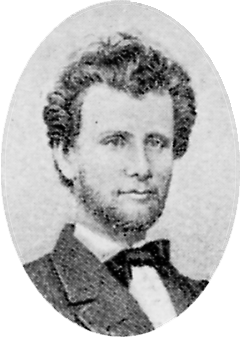
Oskar Anderson.

Oskar Leonard Anderson, född den 6 december 1836 i Stockholm, död där den 26 juni 1868, var en svensk målare och litograf.

## Biografi
Oskar Anderson var son till gardisten vid Göta livgarde Johan Andersson och Brita Charlotta Langewall. Han började vid tretton års ålder arbeta vid ett litografiskt tryckeri, efter fyra års arbete fortsatte han sina studier vid Konstakademien i Stockholm 1855–1863. Han tilldelades en kunglig medalj för en historiemålning 1864 och fick samma år ett resestipendium för studier i Düsseldorf där han studerade för historiemålaren Wilhelm Camphausen. Efter återkomsten till Sverige förmörkades hans sinne alltmer och han upplevde en känsla av att hans begåvning inte räckte till. Trots att han utnämndes till agré vid konstakademien 1868 och att hans konst uppskattades avslutade han sitt liv 1868. 

Kung Erik Väderhatt av Oskar Anderson.

Hans konst består av ryttarbilder, ofta med 1600-talets pittoreska kostymer, hästar och hundar. Som litograf utförde han en serie porträtt för Bror Emil Hildebrands Minnesteckningar öfer svenska män och kvinnor 1860 samt Studier af hästar och hundar 1867. Anderson är representerad vid Nationalmuseum med målningen Konung Erik Väderhatt, Tilly förföljd av lange Fritz efter slaget vid Breitenfeld 1631 och med ett motiv från ett stall, vid Malmö museum och Norrköpings Konstmuseum.